# Kungariket Jemen
Kungariket Jemen (arabiska: المملكة المتوكلية اليمنية Al-Mamlakah Al-Mutawakkilīyah Al-Yamanīyah) var åren 1918-1962 en statsbildning (imamat) belägen vid Röda havet i norra delen av nuvarande Jemen. Huvudstad var Sanaa, från 1948 Taiz. Staten gränsade i söder mot det brittiska Adenprotektoratet, i övrigt mot Saudiarabien.

## Historia
Imam Yahya, ledare för de shiaislamska zayditerna, erkändes 1918 som härskare över det nu från Osmanska riket fria Jemen. I en kort konflikt 1934 med Ibn Sauds växande rike kom Jemen i starkt beroende av Saudiarabien.
Yahya mördades i februari 1948 av upprorsmän och efter strider med dessa utropades Yahyas äldste son Ahmad bin Yahya till imam av Jemen i mars 1948. Dennes son Muhammad al-Badr var en kort tid Jemens kung fram till statskuppen 1962.
Jemen var med och bildade Arabförbundet 1945, och gick med i FN den 30 september 1947. 

## Statskupp
En statskupp utfördes den 26 september 1962 av den republikanska ledaren, Abdullah as-Sallal, som avsatte den nye imamen al-Badr och förklarade Jemen som en republik, Arabrepubliken Jemen, under hans ordförandeskap. Imamen flydde till saudarabiska gränsen.

## Regenter
| 1918 – 17 februari 1948 18 februari 1948 – 14 mars 1948 15 mars 1948 - 31 mars 1955 1 mars 1955 – 5 april 1955 5 april 1955 – 18 september 1962 19 september 1962 - 27 september 1962 | Yahya Muhammad Hamid ad-Din (1867-1948) Abdullah bin Ahmad al-Wazir (1888-1948) Ahmad bin Yahya (1891-1962) Abdullah bin Yahya (1912-1955) Ahmad bin Yahya Muhammad al-Badr (1929 -1996) |

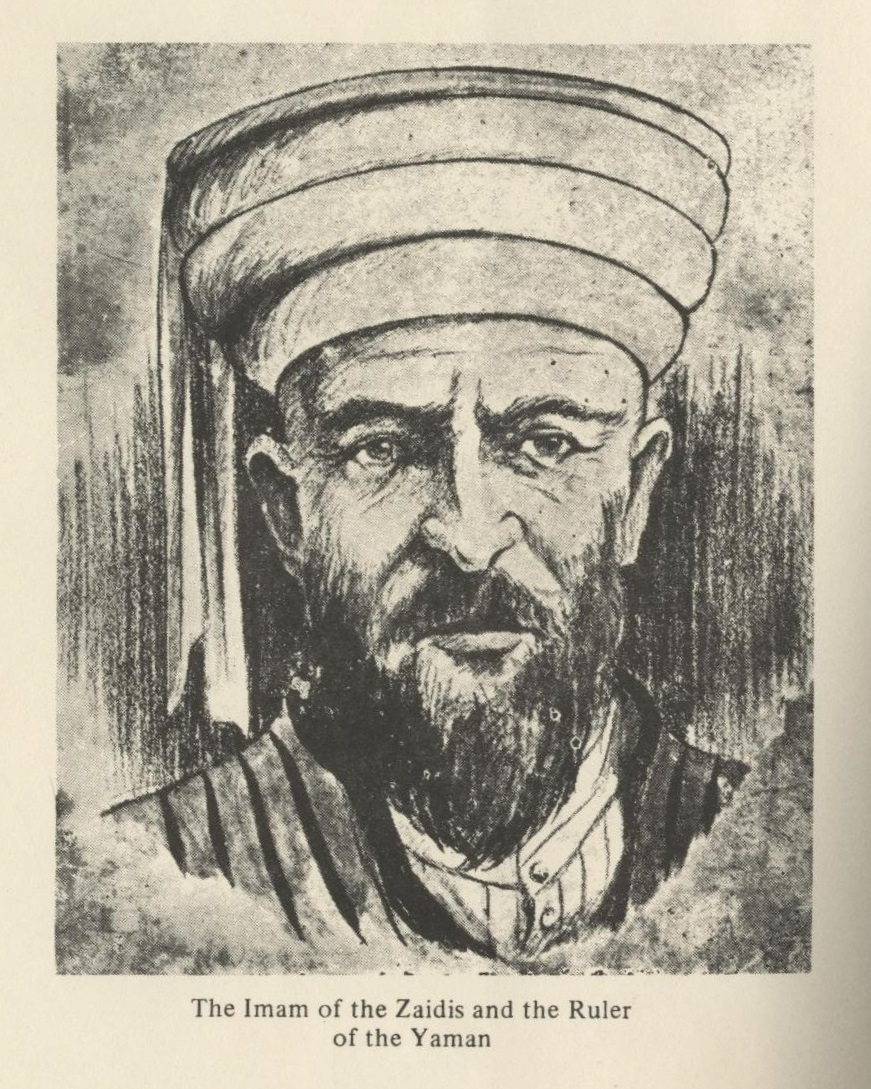
Imam Yahya (1918–1948)
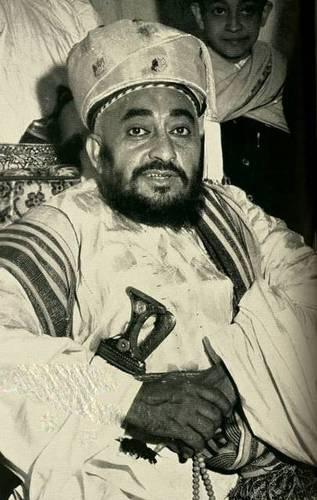
Ahmad bin Yahya (1948–1962)
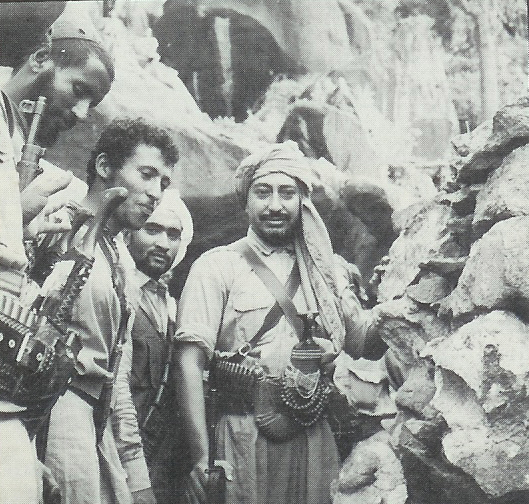
Muhammad al-Badr (1962)